# IX Cuerpo de Ejército (Bando republicano)
El IX Cuerpo de Ejército fue una formación militar perteneciente al Ejército Popular de la República que luchó durante la Guerra Civil Española. Situado en el Frente de Andalucía, tuvo un papel poco relevante durante la contienda.

## Historial
La unidad fue creada el 3 de junio de 1937, tras la disolución del Ejército del Sur. La nueva formación cubría el frente que iba desde el sector del río Guadalmellato hasta Martos, contando con su cuartel general en Úbeda. En el momento de su creación el IX Cuerpo de Ejército agrupaba a las divisiones 20.ª, 21.ª, 22.ª y 24.ª, quedando bajo la coordinación del general Carlos Bernal. Posteriormente quedó integrado en el Ejército de Andalucía.
Durante el resto de la contienda el IX Cuerpo de Ejército no intervino en operaciones de relieve.
En marzo de 1939, tras el golpe de Casado, el mando pasó al mayor de milicias Valentín Gutiérrez de Miguel.

## Mandos
Comandantes
- teniente coronel de infantería Carlos García Vallejo;
- coronel de ingenieros Francisco Menoyo Baños;[6]
- mayor de milicias Valentín Gutiérrez de Miguel;[5]

Comisario
- Máximo Muñoz López;
- Cayetano Redondo Acena, del PSOE;[7]

Jefes de Estado Mayor
- teniente coronel de Estado Mayor José Billón Esterlich;[8]
- comandante de Estado Mayor Eugenio Galdeano Rodríguez;
- comandante de Estado Mayor Francisco Cabrerizo Romero;
- teniente coronel Alfredo San Juan Colomer;[3]

## Orden de batalla
| Fecha               | Ejército adscrito     | Divisiones integradas   | sector               |
| 3 de junio de 1937  | —                     | 20.ª, 21.ª, 22.ª y 24.ª | Guadalmellato-Martos |
| Diciembre de 1937   | Ejército de Andalucía | 20.ª, 21.ª y 22.ª       | Guadalmellato-Martos |
| 30 de abril de 1938 | Ejército de Andalucía | 20.ª, 21.ª y 54.ª       | Guadalmellato-Martos |
| Noviembre de 1938   | Ejército de Andalucía | 20.ª, 21.ª              | Guadalmellato-Martos |